# Croton prostratus
Croton prostratus är en törelväxtart som beskrevs av Ignatz Urban. Croton prostratus ingår i släktet Croton och familjen törelväxter. Inga underarter finns listade i Catalogue of Life.